# Matriz aleatória
Na teoria da probabilidade e na física matemática, uma matriz aleatória é uma variável aleatória com valor de matriz - isto é, uma matriz na qual alguns ou todos os elementos são variáveis aleatórias. Muitas propriedades importantes de sistemas físicos podem ser representadas matematicamente como problemas de matriz. Por exemplo, a condutividade térmica de uma rede pode ser calculada a partir da matriz dinâmica das interações partícula-partícula dentro da rede. A teoria da matriz aleatória foi iniciada por volta dos anos 1950.

## Aplicações

### Física
Na física nuclear, matrizes aleatórias foram introduzidas por Eugene Wigner para modelar os núcleos de átomos pesados.

### Estatística matemática e análise numérica
Em estatísticas multivariadas, matrizes aleatórias foram introduzidas por John Wishart para análise estatística de grandes amostras.

### Teoria dos Números
Na teoria dos números, a distribuição de zeros da função zeta de Riemann (e outras funções L) é modelada pela distribuição de autovalores de certas matrizes aleatórias.

### Neurociência teórica
No campo da neurociência teórica, matrizes aleatórias são cada vez mais usadas para modelar a rede de conexões sinápticas entre neurônios no cérebro.

### Controle ótimo
Na teoria de controle ótimo, a evolução de n variáveis de estado ao longo do tempo depende, a qualquer momento, de seus próprios valores e dos valores de k variáveis de controle. Com a evolução linear, matrizes de coeficientes aparecem na equação de estado (equação de evolução).

## Generalizações
As matrizes Wigner são matrizes Hermitianas aleatórias {\displaystyle \textstyle H_{n}=(H_{n}(i,j))_{i,j=1}^{n}} de modo que as inscrições
{\displaystyle \left\{H_{n}(i,j)~,\,1\leq i\leq j\leq n\right\}}
acima da diagonal principal estão variáveis aleatórias independentes com média zero e segundos momentos idênticos.
Conjuntos de matrizes invariantes são matrizes Hermitianas aleatórias com densidade no espaço de matrizes Hermitianas simétricas/Hermitianas/quaterniônicas reais, que tem a forma {\displaystyle \textstyle {\frac {1}{Z_{n}}}e^{-n\mathrm {tr} V(H)}~,} onde a função V é chamada de potencial.
Os ensembles gaussianos são os únicos casos especiais comuns dessas duas classes de matrizes aleatórias.